# انجیلاوند علیا
انجیلاوند علیا روستایی است در ۲۰ کیلومتری شرق ساوه که اهالی آن به زبان ترکی تکلم می‌کنند و از عشایر «تخته قاپو» شده طایفه شاهسون هستند. ییلاق آنها در بخش نوبران ساوه در روستاهای آق بلاغ-پولاد باغی و… بوده است.
در دوره رونق، انجیلاوند روستایی با مزارع سرسبز و باغات آباد بود. این آبادانی به خاطر وجود نهر آب از انشعابات رودخانه قره چای بود. اما متأسفانه حدوداً از سال ۱۳۶۸ به بعد به واسطه تصمیمات وسیاستهای غلط در جهت احداث سد الغدیر این انشعاب قطع شد وحق آبه‌ای که انجیلاوند داشت نیز نادیده گرفته شد؛ لذا از اینجا بود که به دلیل خشک شدن نهر آبادی، سیل مهاجرت اهالی روستا به شهرهای اطراف شروع شد به حدی که جمعیت آن از حدود ۲۰۰ خانوار- الان به ۵ الی ۶ خانوار رسیده است. این روستا از غرب با «قشلاق قوتولو» از شرق با روستای «سرباغ» از جنوب «قلعه عبدالله خان» و از شمال با «ایستگاه راه‌آهن انجیلاوند» مجاور است. اهالی این روستا را دو طایفه ساتلو (اکثریت) و قوتولو تشکیل می‌دهند.
درفرهنگ دهخدا نیز چنین آمده:
انجیلاوند -دهی است از ساوهٔ جبل و آنرا انجیل بن نوذر بنا کرده است و چون او بدین موضع فرود آمده است این موضع بیشه‌ای بوده است پر از درخت انجیر بدان موضع این دیه بنا کرده است و انجیلاوند نام نهاده. (از تاریخ قم ص ۸۵) در فرهنگ جغرافیایی دو ده بدین نام بشرح زیر آمده: انجیل آوند علیا که دهی است از بخش مرکزی شهرستان ساوه. آب آن از رودخانهٔ قره چای و محصول آن غلات، پنبه، چغندرقند و زیره است. انجیل آوند سفلی که دهی است از بخش مرکزی شهرستان ساوه آب آن از رودخانهٔ قره چای و محصول آن بنشن، پنبه و چغندرقند است. (فرهنگ جغرافیایی ایران ج ۱)

## جمعیت
این روستا در دهستان طراز ناهید قرار دارد و براساس سرشماری مرکز آمار ایران در سال ۱۳۸۵، جمعیت آن ۱۲۶ نفر (۳۹ خانوار) بوده است.